# Sallie Krawcheck
Sallie L. Krawcheck (Charleston, 28 novembre 1964) è un'imprenditrice statunitense, CEO e co-fondatrice di Ellevest Network, una piattaforma di consulenza per le donne sugli investimenti finanziari online lanciata nel 2016. In precedenza è stata direttrice della divisione Global Wealth & Investment Management presso Bank of America.
È stata definita "la donna più potente" di Wall Street.

## Biografia
Sallie Krawcheck è nata e cresciuta a Charleston, nella Carolina del Sud. Ha descritto la sua infanzia come "metà ebrea, metà WASP-y".  Ha frequentato la scuola Porter-Gaud. Mentre era al liceo, ha partecipato alla squadra di atletica leggera della scuola. Nel 1983, all'ultimo anno delle scuole superiori, è stata premiata con una borsa di studio Morehead presso l'Università della Carolina del Nord a Chapel Hill e si è laureata in giornalismo. Nel 1992, ha conseguito un MBA presso la Columbia Business School.

## Carriera

### Sanford C.Bernstein
Krawcheck ha iniziato l'attività imprenditoriale come analista azionario coprendo le aziende di Wall Street, diventando poi direttore della ricerca e quindi presidente e amministratore delegato della società di ricerca sell-side Sanford C. Bernstein & Co. Aveva una reputazione per la consulenza imparziale (da qui la sua decisione di togliere Bernstein dal lucroso, ma conflittuale business di sottoscrizione) tanto da indurre Fortune a soprannominarla "l'ultima analista onesta"." Citigroup l'ha cercata per affrontare le critiche sui conflitti di interessi all'interno delle sue attività di gestione patrimoniale e ricerca dopo che Eliot Spitzer aveva presentato accuse contro la società.

### Citigroup
Krawcheck è stata nominata CEO della (allora nuova) unità Smith Barney di Citigroup, per la quale è finita nell'elenco delle "persone influenti globali" del Time nel 2002 e nell'elenco delle persone più influenti sotto i 40 anni secondo la rivista Fortune. La Smith Barney è stata istituita per separare l'attività bancaria di investimento di Citigroup dalle sue attività di intermediazione azionaria e di ricerca ed evitare l'apparenza di un conflitto di interessi in tali aree. Krawcheck è stata incaricata di supervisionare 13.000 broker e analisti della nuova divisione di intermediazione al dettaglio.
Nel 2004, Krawcheck è stata nominata Direttore finanziario di Citigroup Inc. Nel 2007, è diventata CEO dell'attività di gestione patrimoniale di Citi, che includeva il ritorno a Smith Barney e l'aggiunta della Citi Private Bank. Al momento del suo arrivo, la Citi Private Bank era stata espulsa dal Giappone per problemi legati alle pratiche di vendita; questo fatto, combinato con le continue questioni normative di Citi, ha comportato un logoramento dei consulenti finanziari che ha raggiunto i massimi storici. Lei ha lavorato per cambiare la cultura aziendale dei consulenti finanziari di Smith Barney diventando una delle prime sostenitrici di uno standard fiduciario per il settore dell'intermediazione.
Krawcheck ha lasciato Citi il 22 settembre 2008, dopo mesi di tensione con l'amministratore delegato Vikram Pandit:  Krawcheck aveva infatti sostenuto che Citi rimborsasse i clienti per gli investimenti difettosi distribuiti dai broker e dai banchieri di gestione patrimoniale di Citi. Pandit e altri amministratori delegati di Citi non erano stati d'accordo, sostenendo che Citi non aveva alcun obbligo legale in materia.

### Banca d'America
Dopo l'acquisizione di Merrill Lynch nel 2009, Bank of America ha assunto Krawcheck a capo della nuova divisione. Sebbene l'allora amministratore delegato della Bank of America, Ken Lewis, avesse tentato di annullare l'accordo nelle settimane precedenti la sua chiusura nel timore che Merrill Lynch fosse in condizioni finanziarie peggiori di quanto noto, Krawcheck ha portato la Merrill a 3,1 miliardi di dollari di profitti durante i suoi due anni di responsabile della gestione patrimoniale.  Nel secondo trimestre del 2011, la divisione Krawcheck aveva aumentato l'utile netto del 54%, da 329 milioni di dollari a 506 milioni di dollari, mentre Bank of America aveva registrato una perdita complessiva di 8,8 miliardi di dollari.
La posizione di Krawcheck alla Merrill è stata cancellata dal nuovo amministratore delegato dell'azienda, Brian Moynihan, come parte della ristrutturazione; Krawcheck ha così lasciato la Bank of America il 6 settembre 2011. Ha ricevuto un'indennità di fine rapporto di 6 milioni di dollari.

### Rete Elevate
Nel 2013 Krawcheck ha acquisito 85 Broads Unlimited LLC. (che ora opera come Ellevate Network) assumendo la presidenza dell'organizzazione.

### Ellevest
Krawcheck è cofondatrice e CEO di Ellevest, una piattaforma di investimento digitale per donne. L'obiettivo di Ellevest è lavorare per colmare il divario negli investimenti di genere negli Stati Uniti "ridefinendo gli investimenti per le donne".

## Vita privata
È sposata con Gary Appel dal 1993. Hanno due figli.
Krawcheck ha istituito una borsa di studio basata sui bisogni presso la sua ex scuola secondaria, Porter-Gaud, assegnando lezioni complete a studenti di eccezionale attitudine.